# Romagny, Manche

Romagny este o comună în departamentul Manche, Franța. În 1 ianuarie 2018 avea o populație de 980 de locuitori.